# Unión San Vicente Córdoba
Club Atlético Unión San Vicente – argentyński klub piłkarski z siedzibą w mieście Córdoba, w dzielnicy San Vicente.

## Osiągnięcia
- Udział w mistrzostwach Argentyny Nacional:  1982, 1983, 1984
- Liga Cordobesa de Fútbol (4): 1982, 1983, 1990, 2001 Apertura

## Historia
Klub Union San Vicente założony został 24 lutego 1980 roku w wyniku fuzji klubów z dzielnicy San Vicente - Palermo (założony w 1921 roku) i Lavalle (założony w 1927 roku). Union San Vicente gra obecnie w regionalnej lidze Liga Cordobesa de Fútbol (w Primera A - czyli najwyższej lidze Liga Cordobesa).